# Perito Moreno (Santa Cruz)
Perito Moreno è un comune (municipio in spagnolo) dell'Argentina, appartenente alla provincia di Santa Cruz, capoluogo del dipartimento di Lago Buenos Aires.
Nel 1981 la città è dichiarata Capitale archeologica di Santa Cruz, per il gran numero di resti archeologici e di pitture rupestri scoperti nella vicina valle del fiume Pinturas.
In base al censimento del 2001, nel territorio comunale dimorano 3.588 abitanti, con un aumento del 24,8% rispetto al censimento precedente (1991).